# La Madeleine pénitente
Pour les articles homonymes, voir Madeleine pénitente.
La Madeleine pénitente est un tableau réalisé en 1858 par le peintre français Paul Baudry. De format horizontal, cette huile sur toile est une peinture chrétienne qui représente Marie Madeleine pendant sa pénitence.
Elle la figure en grandeur nature alors qu'elle est assise les seins nus à l'entrée d'une grotte s'ouvrant sur un paysage vallonné, ses mains s'appuyant sur le sol entre une croix, un crâne humain et un vase sur lequel est posé un morceau de pain. Le modèle est la comédienne Blanche d'Antigny.
Présentée au Salon parisien de 1859, l'œuvre est achetée par Napoléon III, qui la donne à l'État la même année. Partie du Fonds national d'art contemporain, elle se trouve depuis lors en dépôt au musée d'Arts de Nantes, à Nantes, en Loire-Atlantique,.